# Quadrupedisme

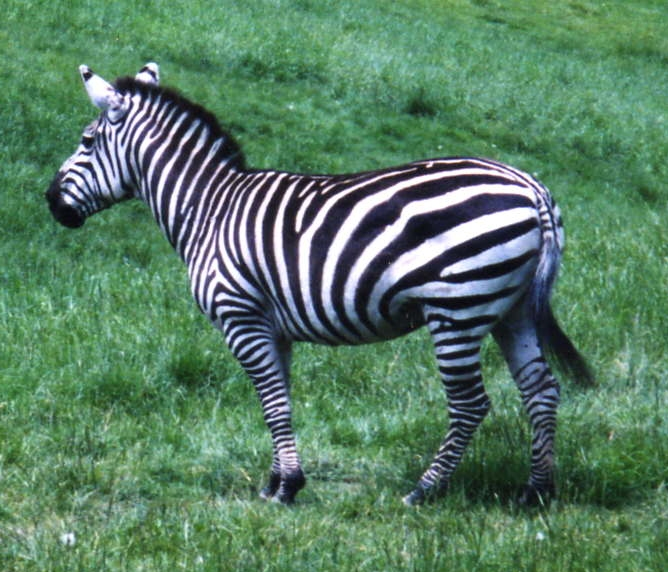
Una zebra és un mamífer quadrúpede.

Un animal quadrúpede és aquell que utilitza quatre extremitats per a desplaçar-se. Un animal o màquina que normalment es mou d'una manera quadrúpeda és conegut o coneguda com a quadrúpede, significant "quatre peus" (del llatí quad per "quatre" i ped per "peu").
La gran majoria d'animals caminadors són quadrúpedes, com els gossos, cavalls o llangardaixos. Els ocells, humans, insectes, crustacis, i serps no són quadrúpedes. Això no obstant, hi ha algunes excepcions, com la mantis religiosa en el cas dels insectes.